# Colonia Tălmaciu, Sibiu
Colonia Tălmaciu este un sat ce aparține orașului Tălmaciu din județul Sibiu, Transilvania, România. Conform recensământului din 2011 avea o populație de 226 locuitori.